# Alternat
Alternat – zasada stosowana w stosunkach międzynarodowych, w kontaktach dyplomatycznych oraz podczas podpisywania dwustronnych traktatów międzynarodowych. Polega na honorowaniu kolejności państw lub jego przedstawicieli na przemian. W egzemplarzu umowy przeznaczonym dla jednej strony wszelkie wzmianki o niej (nazwa państwa, tytuł głowy państwa) znajdują się na pierwszym miejscu. W oryginale traktatu przeznaczonym dla danego państwa na pierwszym miejscu znajduje się zawsze nazwa tego państwa lub tytuł i nazwisko osoby upełnomocnionej do zawierania porozumień. Podpis przedstawiciela państwa i pieczęć umieszczone są na pierwszym miejscu w egzemplarzu przeznaczonym dla danego sygnatariusza, tj. po lewej stronie dokumentu. Tekst umowy sporządzony w językach obu kontrahentów, w egzemplarzu dla każdego z nich umieszczony jest również po lewej stronie. Zasada alternatu ma zastosowanie także w porozumieniach, które nie mają charakteru umowy międzynarodowej tj. w dwustronnych oświadczeniach, komunikatach i deklaracjach politycznych oraz podczas dwustronnych konferencji międzynarodowych, kiedy przedstawiciele obu stron przemiennie przewodniczą obradom. Stosowanie zasady alternatu umożliwia zachowanie formalnej równości stron.